# جاسوزنی شیبگاه
جاسوزنی شیبگاه (نام علمی: Leucospermum saxosum) نام یک گونه از سرده گل جاسوزنی است.